# Молодіжна збірна Камбоджі з футболу
Молодіжна збірна Камбоджі з футболу — національна молодіжна футбольна збірна Камбоджі, що складається у залежності від турніру із гравців віком до 19 або до 20 років. Вважається основним джерелом кадрів для підсилення складу основної збірної Камбоджі. Керівництво командою здійснює Футбольна федерація Камбоджі.
Команда має право участі у Юнацькому кубку Азії до 19 років, у випадку успішного виступу на якому може кваліфікуватися на молодіжний чемпіонат світу до 20 років. Також може брати участь у товариських і регіональних змаганнях, зокрема у юнацькому чемпіонаті АФФ.

## Виступи на міжнародних турнірах

### Юнацький (U-19) кубок Азії з футболу
| Юнацький (U-19) кубок Азії з футболу | Юнацький (U-19) кубок Азії з футболу | Юнацький (U-19) кубок Азії з футболу | Юнацький (U-19) кубок Азії з футболу | Юнацький (U-19) кубок Азії з футболу | Юнацький (U-19) кубок Азії з футболу | Юнацький (U-19) кубок Азії з футболу | Юнацький (U-19) кубок Азії з футболу |
| Рік                                  | Раунд                                | І                                    | В                                    | Н                                    | П                                    | Г+                                   | Г-                                   |
| ------------------------------------ | ------------------------------------ | ------------------------------------ | ------------------------------------ | ------------------------------------ | ------------------------------------ | ------------------------------------ | ------------------------------------ |
| 1963                                 | груповий етап                        | 5                                    | 2                                    | 0                                    | 3                                    | 7                                    | 12                                   |
| 1972                                 | груповий етап                        | 3                                    | 0                                    | 1                                    | 2                                    | 0                                    | 8                                    |
| 1974                                 | груповий етап                        | 3                                    | 1                                    | 0                                    | 2                                    | 7                                    | 6                                    |
| 2020                                 | Кваліфікувалася                      |                                      |                                      |                                      |                                      |                                      |                                      |
| Усього                               | Найкращий результат: груповий етап   | 11                                   | 2                                    | 2                                    | 7                                    | 14                                   | 26                                   |

### Юнацький чемпіонат АФФ з футболу (U-20)
| Юнацький чемпіонат АФФ з футболу (U-20) | Юнацький чемпіонат АФФ з футболу (U-20) | Юнацький чемпіонат АФФ з футболу (U-20) | Юнацький чемпіонат АФФ з футболу (U-20) | Юнацький чемпіонат АФФ з футболу (U-20) | Юнацький чемпіонат АФФ з футболу (U-20) | Юнацький чемпіонат АФФ з футболу (U-20) | Юнацький чемпіонат АФФ з футболу (U-20) |
| Рік                                     | Раунд                                   | І                                       | В                                       | Н                                       | П                                       | Г+                                      | Г-                                      |
| --------------------------------------- | --------------------------------------- | --------------------------------------- | --------------------------------------- | --------------------------------------- | --------------------------------------- | --------------------------------------- | --------------------------------------- |
| 2002                                    | груповий етап                           | 4                                       | 0                                       | 1                                       | 3                                       | 3                                       | 9                                       |
| 2005                                    | відмовилися від участі                  |                                         |                                         |                                         |                                         |                                         |                                         |
| 2006                                    | відмовилися від участі                  |                                         |                                         |                                         |                                         |                                         |                                         |
| 2007                                    | груповий етап                           | 3                                       | 0                                       | 0                                       | 3                                       | 1                                       | 14                                      |
| Усього                                  | Найкращий результат: груповий етап      | 7                                       | 0                                       | 1                                       | 6                                       | 4                                       | 23                                      |

### Юнацький чемпіонат АФФ з футболу (U-19)
| Юнацький чемпіонат АФФ з футболу (U-19) | Юнацький чемпіонат АФФ з футболу (U-19) | Юнацький чемпіонат АФФ з футболу (U-19) | Юнацький чемпіонат АФФ з футболу (U-19) | Юнацький чемпіонат АФФ з футболу (U-19) | Юнацький чемпіонат АФФ з футболу (U-19) | Юнацький чемпіонат АФФ з футболу (U-19) | Юнацький чемпіонат АФФ з футболу (U-19) |
| Рік                                     | Раунд                                   | І                                       | В                                       | Н                                       | П                                       | Г+                                      | Г-                                      |
| --------------------------------------- | --------------------------------------- | --------------------------------------- | --------------------------------------- | --------------------------------------- | --------------------------------------- | --------------------------------------- | --------------------------------------- |
| 2008                                    | відмовилися від участі                  |                                         |                                         |                                         |                                         |                                         |                                         |
| 2009                                    | груповий етап                           | 3                                       | 0                                       | 0                                       | 3                                       | 1                                       | 9                                       |
| 2010                                    | відмовилися від участі                  |                                         |                                         |                                         |                                         |                                         |                                         |
| 2011                                    | груповий етап                           | 4                                       | 1                                       | 2                                       | 1                                       | 6                                       | 9                                       |
| 2012                                    | відмовилися від участі                  |                                         |                                         |                                         |                                         |                                         |                                         |
| 2013                                    | груповий етап                           | 4                                       | 2                                       | 0                                       | 2                                       | 10                                      | 9                                       |
| 2014                                    | відмовилися від участі                  |                                         |                                         |                                         |                                         |                                         |                                         |
| 2015                                    | груповий етап                           | 4                                       | 2                                       | 1                                       | 1                                       | 6                                       | 7                                       |
| 2016                                    | не визначено                            |                                         |                                         |                                         |                                         |                                         |                                         |
| 2017                                    | груповий етап                           | 5                                       | 1                                       | 1                                       | 3                                       | 8                                       | 10                                      |
| 2018                                    | груповий етап                           | 5                                       | 2                                       | 0                                       | 2                                       | 8                                       | 7                                       |
| 2019                                    | груповий етап                           | 5                                       | 2                                       | 0                                       | 3                                       | 7                                       | 13                                      |
| Усього                                  | Найкращий результат: груповий етап      | 30                                      | 10                                      | 4                                       | 15                                      | 46                                      | 64                                      |